# Gerardo Mendoza
 Gerardo José Mendoza (Valera, 3 de enero de 1989 – Trujillo, 18 de julio de 2019) fue un futbolista venezolano que jugaba como mediocampista. Fue asesinado en un robo en su casa en Trujillo, Venezuela, en 2019.

## Estadísticas

### Club
| Club                | Temporada           | Liga                | Liga        | Liga  | Copa        | Copa  | Continental | Continental | Otros       | Otros | Total       | Total |
| Club                | Temporada           | División            | Apariciones | Goles | Apariciones | Goles | Apariciones | Goles       | Apariciones | Goles | Apariciones | Goles |
| ------------------- | ------------------- | ------------------- | ----------- | ----- | ----------- | ----- | ----------- | ----------- | ----------- | ----- | ----------- | ----- |
| Trujillanos         | 2010–11             | Primera División    | 8           | 0     | 0           | 0     | 1           | 0           | 0           | 0     | 9           | 0     |
| Trujillanos         | 2011–12             | Primera División    | 21          | 2     | 0           | 0     | –           | –           | 0           | 0     | 21          | 2     |
| Trujillanos         | 2012–13             | Primera División    | 17          | 0     | 0           | 0     | –           | –           | 0           | 0     | 17          | 0     |
| Trujillanos         | 2013–14             | Primera División    | 12          | 1     | 0           | 0     | 2           | 0           | 0           | 0     | 14          | 1     |
| Trujillanos         | 2014–15             | Primera División    | 23          | 0     | 0           | 0     | 2           | 0           | 0           | 0     | 25          | 0     |
| Trujillanos         | 2015                | Primera División    | 9           | 0     | 0           | 0     | –           | –           | 0           | 0     | 9           | 0     |
| Trujillanos         | 2016                | Primera División    | 22          | 0     | 0           | 0     | 5           | 0           | 0           | 0     | 27          | 0     |
| Trujillanos         | Total               | Total               | 112         | 3     | 0           | 0     | 10          | 0           | 0           | 0     | 122         | 3     |
| Portuguesa          | 2017                | Primera División    | 25          | 0     | 0           | 0     | –           | –           | 0           | 0     | 1           | 0     |
| Total de su carrera | Total de su carrera | Total de su carrera | 137         | 3     | 0           | 0     | 10          | 0           | 0           | 0     | 147         | 3     |